# Kazimierz V
Kazimierz V (ur. ok. 1381, zm. między 5 maja a 10 grudnia 1434) – książę szczeciński, najmłodszy syn Świętobora I (panujący od 1413 wraz z Ottonem II, od 1428 samodzielnie) z pomorskiej dynastii Gryfitów.

## Życie i panowanie
Był sojusznikiem zakonu krzyżackiego, jako dowódca sprzymierzonych z zakonem wojsk pomorskich walczył w bitwie pod Grunwaldem, gdzie dostał się do niewoli króla polskiego Władysława Jagiełły. Po bitwie zaproszony przez władcę Korony, wziął udział w uczcie triumfalnej. Został zwolniony z niewoli 8 czerwca 1411, za poręczeniem Bogusława VIII, księcia stargardzkiego i słupskiego i cenę późniejszej współpracy książąt szczecińskich z Koroną.
W 1412 wespół ze swoim bratem Ottonem II brał udział w konflikcie zbrojnym przeciwko Marchii Brandenburskiej, w którym obaj odnieśli zwycięstwo. Po objęciu współrządów nad księstwem szczecińskim, po śmierci ojca w 1413 nadal prowadził nieustanne walki z Brandenburczykami. W rok po objęciu rządów – Fryderyk I Hohenzollern, późniejszy książę-elektor doprowadził do zagarnięcia Marchii Wkrzańskiej.
Mimo odzyskania utraconych ziem w 1420 przy pomocy wojsk koronnych, co było krótkotrwałym sukcesem – wkrótce poniósł klęskę i ponownie utracił ziemie wkrzańskie. Dalsze walki z marchią uaktywniły się w 1425 (zob. wojna wkrzańska o Przęcław (1425–1427)). Książęta szczecińscy ponownie zwrócili się o pomoc do króla polskiego. Tenże wysłał na pomoc posiłki Pomorzanom pod dowództwem Jana z Czarnkowa. Konflikt zakończył się pokojem zawartym w Eberswalde (1427). Postanowieniem pokoju m.in. było, że Marchia Wkrzańska pozostanie w jurysdykcji Brandenburczyków.
Po śmierci swojego brata Ottona II (1428) objął samodzielne rządy nad księstwem. W tym samym roku na zjeździe razem z braćmi i miastami wendyjskimi należącymi do Hanzy: Stralsundem, Gryfią, Demminem, Anklamem, Wolgastem postanowił w Szczecinie wprowadzić nowy system monetarny. Zaczęto wybijać tzw. dużego feniga (niem. Gros-Pfennig), który według ordynacji miał 2,22 g wagi i zawierał 1,14 g czystego srebra. Dzielił się on na 3 witteny i 12 małych fenigów i odpowiadał wartości pomorskiego szylinga i 6 lubeckim fenigom. Poprawiło to  stosunki monetarne w księstwie szczecińskim.
Pod koniec swego panowania rozpoczął rozbudowę zamku w Szczecinie (dobudowanie skrzydła południowego). Rozbudowa została jednak powstrzymana przez radę miejską, która była w konflikcie z rodem książęcym.
Książę zmarł między 5 maja a 10 grudnia 1434. Pochowany został w kaplicy św. Ottona na zamku szczecińskim.

## Rodzina

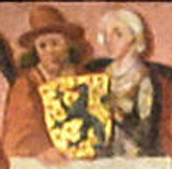
Kazimierz V z pierwszą żoną Katarzyną na obrazie z 1598 r.

Kazimierz V był dwukrotnie żonaty. Pierwszą małżonką była Katarzyna, córka Bernarda I, księcia brunszwickiego na Lüneburgu i Małgorzaty sasko-wittenberskiej. Drugą małżonką była natomiast Elżbieta, córka Eryka i Elżbiety brunszwickiej.
Ze związku małżeńskiego z Katarzyną miał czworo dzieci:
- Joachima Starszego (ur. ok. 1420, najp. 1422, zm. 1422) – zmarłego w dzieciństwie,
- Annę (ur. najp. 1421, zm. w okr. 14 maja 1447–21 listopada 1459) – żonę Jana V, księcia Meklemburgii-Schwerin,
- Małgorzatę (ur. ok. 1422, zm. w okr. 1464–1467) – żonę Albrechta III (VIII), hrabiego Lindau-Ruppin,
- Joachima Młodszego (ur. najp. 1424, zm. p. 4 października 1451) – księcia szczecińskiego[8].

### Genealogia
| Barnim III Wielki ur. przed 1300 bądź w okr. 1303–1304 zm. 24 VIII 1368 | Barnim III Wielki ur. przed 1300 bądź w okr. 1303–1304 zm. 24 VIII 1368 |                                         |                                         | Agnieszka ur. na przeł. 1318/1319 zm. po 2 VI 1371 | Agnieszka ur. na przeł. 1318/1319 zm. po 2 VI 1371 |  |  | Albrecht Piękny ur. ok. 1319 zm. 4 IV 1361 | Albrecht Piękny ur. ok. 1319 zm. 4 IV 1361 |                                               |                                               | Zofia ur. ok. 1323 zm. 1372 | Zofia ur. ok. 1323 zm. 1372 |
|                                                                         |                                                                         |                                         |                                         |                                                    |                                                    |  |  |                                            |                                            |                                               |                                               |                             |                             |
|                                                                         |                                                                         |                                         |                                         |                                                    |                                                    |  |  |                                            |                                            |                                               |                                               |                             |                             |
|                                                                         |                                                                         | Świętobor I ur. ok. 1351 zm. 21 VI 1413 | Świętobor I ur. ok. 1351 zm. 21 VI 1413 |                                                    |                                                    |  |  |                                            |                                            | Anna ur. zap. 1360 zm. w okr. 18 IV–17 X 1391 | Anna ur. zap. 1360 zm. w okr. 18 IV–17 X 1391 |                             |                             |
|                                                                         |                                                                         |                                         |                                         |                                                    |                                                    |  |  |                                            |                                            |                                               |                                               |                             |                             |
|                                                                         |                                                                         |                                         |                                         |                                                    |                                                    |  |  |                                            |                                            |                                               |                                               |                             |                             |
|                                                                         |                                                                         |                                         |                                         |                                                    |                                                    |  |  |                                            |                                            |                                               |                                               |                             |                             |

|                                                   |                                                   | 1 Katarzyna brunszwicka ur. najwcz. 1389 zm. 1429 OO w okr. 21 VI 1413–1419 | 1 Katarzyna brunszwicka ur. najwcz. 1389 zm. 1429 OO w okr. 21 VI 1413–1419 | Kazimierz V (ur. ok. 1381, zm. w okr. 5 V–10 XII 1434) | Kazimierz V (ur. ok. 1381, zm. w okr. 5 V–10 XII 1434) | 2 Elżbieta ur. ok. 1409 zm. przed 6 X 1452 OO w okr. 1429–2 VII 1431 | 2 Elżbieta ur. ok. 1409 zm. przed 6 X 1452 OO w okr. 1429–2 VII 1431 |  |  |
|                                                   |                                                   |                                                                             |                                                                             |                                                        |                                                        |                                                                      |                                                                      |  |  |
|                                                   |                                                   |                                                                             |                                                                             |                                                        |                                                        |                                                                      |                                                                      |  |  |
|                                                   | 1                                                 |                                                                             | 1                                                                           |                                                        | 1                                                      |                                                                      | 1                                                                    |  |  |
| Joachim Starszy ur. ok. 1420, najp. 1422 zm. 1422 | Joachim Starszy ur. ok. 1420, najp. 1422 zm. 1422 | Anna ur.najp. 1421 zm. w okr. 14 V 1447–21 XI 1459                          | Anna ur.najp. 1421 zm. w okr. 14 V 1447–21 XI 1459                          | Małgorzata ur. ok. 1422 zm. w okr. 1464–1467           | Małgorzata ur. ok. 1422 zm. w okr. 1464–1467           | Joachim Młodszy ur. najp. 1424 zm. p. 4 X 1451                       | Joachim Młodszy ur. najp. 1424 zm. p. 4 X 1451                       |  |  |

### Opracowania
- Kazimierz Kozłowski, Jerzy Podralski, Gryfici. Książęta Pomorza Zachodniego, Szczecin: Krajowa Agencja Wydawnicza, 1985, ISBN 83-03-00530-8, OCLC 189424372. Brak numerów stron w książce
- Edward Rymar, Rodowód książąt pomorskich, Szczecin: Książnica Pomorska im. Stanisława Staszica, 2005, ISBN 83-87879-50-9, OCLC 69296056. Brak numerów stron w książce
- Szymański J.W., Książęcy ród Gryfitów, Goleniów – Kielce 2006, ISBN 83-7273-224-8.

### Opracowania online
- Zamek Książąt Pomorskich w Szczecinie (strona oficjalna), Historia zamku (pol.), [dostęp 2012-04-19].

### Literatura dodatkowa (opracowania)
- Praca zbiorowa, Przewodnik po Szczecinie, wyd. 13 Muz; Szczecin 1999, ISBN 83-908898-3-8.

### Literatura dodatkowa (online)
- Madsen U., Kasimir VI. Herzog von Pommern-Stettin (niem.), [dostęp 2012-04-19].